# Maciej Karczyński
Maciej Karczyński (ur. 15 lutego 1971 w Szczecinie) – polski rzecznik prasowy, obecnie (od 2022) przedstawiciel Głównego Inspektoratu Ochrony Środowiska, a wcześniej Policji oraz Agencji Bezpieczeństwa Wewnętrznego; były funkcjonariusz Policji.

## Życiorys
Absolwent socjologii na Uniwersytecie Szczecińskim. Posiada również tytuł menedżera ds. sportu, który uzyskał w Wyższej Szkole Turystyki i Rekreacji w Warszawie. Licencjonowany trener piłki nożnej PZPN. Wieloletni działacz sportowy, honorowy prezes MKS Pogoni’04 Szczecin. Obecnie trener futsalowej drużyny AZS Uniwersytet Warszawski oraz prezes zarządu Futsal Ekstraklasa.
Od 1991 roku pracował w Policji, m.in. w Kompanii Antyterrorystycznej, Wydziale dw. z Przestępczością Narkotykową KWP w Szczecinie oraz Centralnym Biurze Śledczym. W 2004 r. trafił do Zespołu Prasowego KWP w Szczecinie, a po 2 latach został rzecznikiem prasowym ówczesnego komendanta tej jednostki. 1 grudnia 2009 r. został rzecznikiem prasowym Komendanta Stołecznego Policji. W sierpniu 2012 r. odszedł z Policji i rozpoczął służbę w ABW, gdzie przez 4 lata pełnił obowiązki rzecznika. W 2015 r. został awansowany na stopień pułkownika.
W 2022 r. został rzecznikiem prasowym Głównego Inspektoratu Ochrony Środowiska.